# The Delta Meets Detroit: Aretha's Blues
The Delta Meets Detroit: Aretha's Blues è un album della cantante soul statunitense Aretha Franklin pubblicato nel 1998 per la Atlantic Records.

## Tracce
1. Today I Sing The Blues - 4:25
2. Ramblin - 3:10
3. Pitiful - 3:04
4. I Never Loved A Man (The Way I Love You) Live all'Olympia Theatre, Parigi, 7 maggio 1968 - 4:00
5. Night Life - 3:14
6. I Wonder - 4:25
7. Takin' Another Man's Place - 3:31
8. Night Time Is The Right Time - 4:50
9. River's Invitation - 2:40
10. Good To Me As I Am To You - 3:58
11. It Ain't Fair - 3:22
12. Going Down Slow - 4:33
13. Drown In My Own Tears - 4:07
14. You Are My Sunshine - 4:23
15. Dr. Feelgood (Love Is A Serious Business) - 3:23
16. The Thrill Is Gone (From Yesterday's Kiss) - 4:41